# Champion Aircraft Corporation

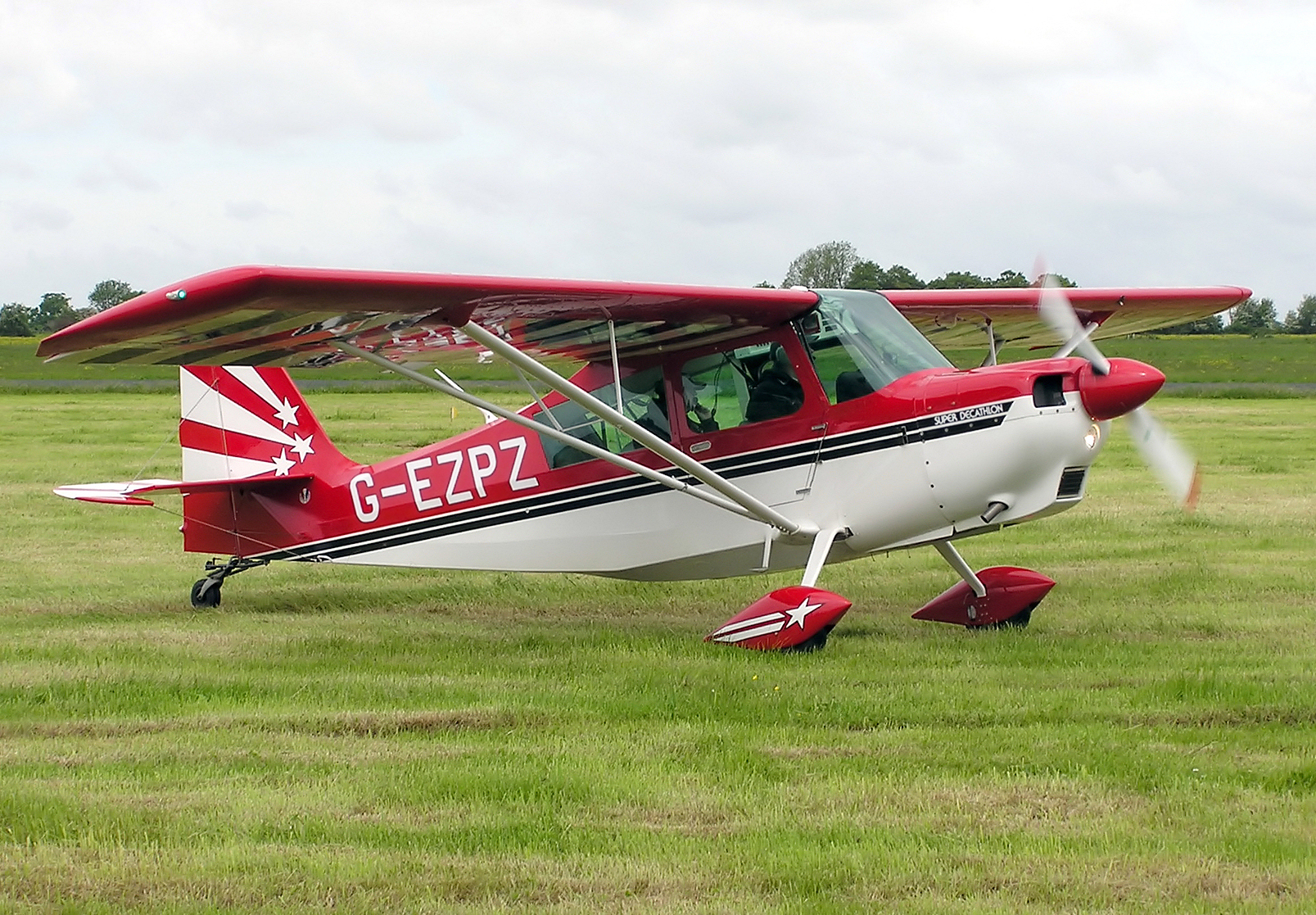
8KCAB Decathlon

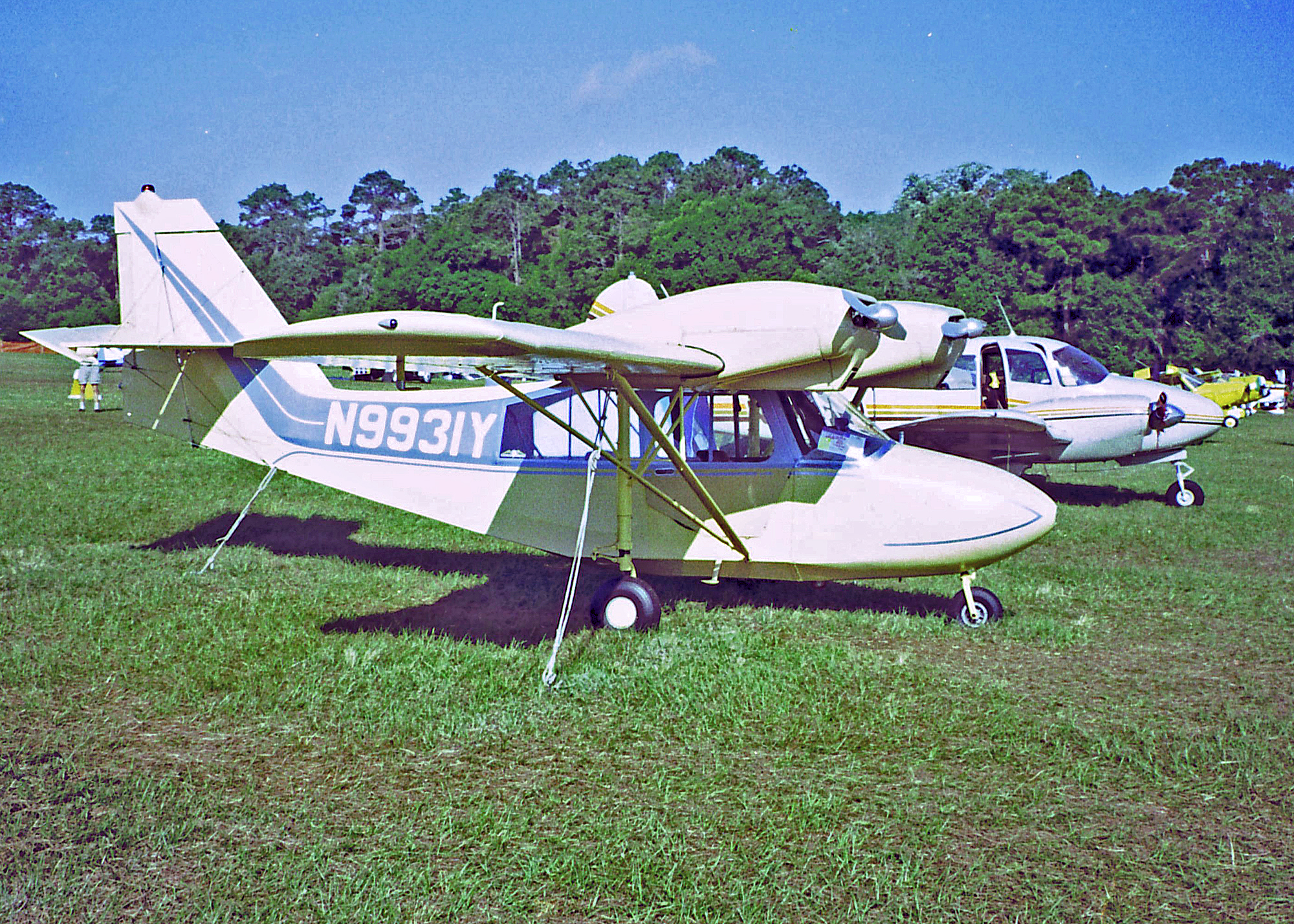
Zweimotorige 402 Lancer (1963)

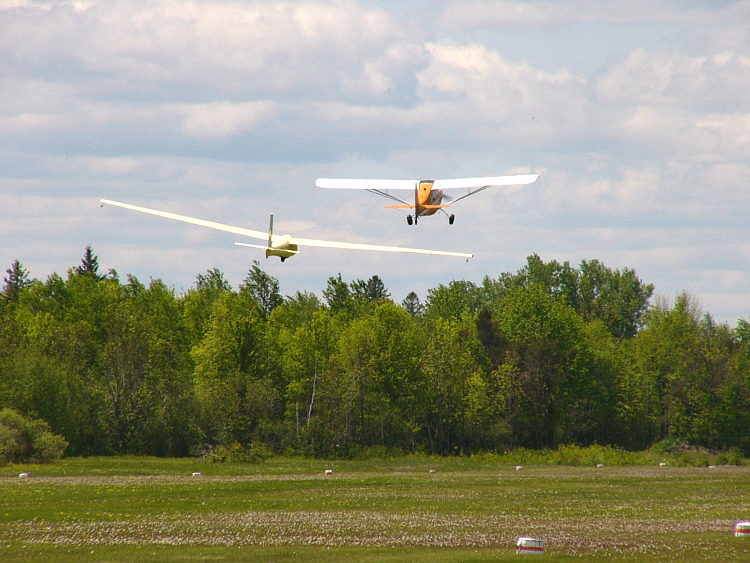
Champion 7GCAA Citabria beim Flugzeugschlepp

Champion Aircraft Corporation war ein US-amerikanischer Hersteller von Flugzeugen. Das Unternehmen wurde 1954 von „Robert Brown“ gegründet.

## Geschichte
Am Hauptsitz in Osceola, Wisconsin, begann man im Jahr 1954 mit der Produktion der Champion 7-Reihe, die Brown von Aeronca Aircraft Corporation erworben hatte. In den 1950er und den 1960er Jahren entwickelte Champion Aircraft Corporation eine deutlich aufgewertete Serie von Leichtflugzeugen. Alleine vom Typ 402 Lancer wurden ab 1963 bis 1965 insgesamt 36 Stück gebaut. Ende 1970 wurde Champion Aircraft von Bellanca Aircraft Corporation übernommen, die die Baureihe der Decathlon-Serie fortsetzte.

## Typenübersicht
Champion Aircraft Flugzeuge, nach Datum der FAA-Zulassung:
- 1954 7EC Traveler
- 1957 7FC Tri-Traveler
- 1958 7GC Sky-Trac
- 1959 7HC DX'er
- 1959 7GCA
- 1960 7JC Tri-Con
- 1960 7GCB Challenger
- 1961 7KC Olympia
- 1962 7GCBA Challenger
- 1963 402 Lancer
- 1964 7ECA Citabria
- 1965 7GCAA Citabria
- 1965 7GCBC Citabria
- 1966 7KCAB Citabria
- 1970 8KCAB Decathlon

## Vertrieb
Der werkseitig autorisierte Händler für die Flugzeuge von Champion Aircraft Corporation in Europa und Skandinavien war „Blue Yonder Aviation Limited“ mit Sitz am Flugplatz Earls Colne Airfield (ICAO-Code: EGSR) in Essex England.